# Oostenrijkse parlementsverkiezingen 2019
De zevenentwintigste verkiezingen van de Nationalrat, het parlement van Oostenrijk, vonden plaats op 29 september 2019. De ÖVP was volgens de voorlopige exitpolls de winnaar met 38,4 procent van de stemmen, een winst van bijna 7 procentpunten ten opzichte van de vorige verkiezingen in 2017.
Op 18 mei 2019 kondigde bondskanselier Sebastian Kurz na overleg met bondpresident Alexander Van der Bellen nieuwe verkiezingen aan. Dit naar aanleiding van het zogeheten Ibiza-schandaal, waarin vicekanselier Heinz-Christian Strache, partijvoorzitter van de FPÖ, in een video bereid leek om mee te gaan in corruptie.

## Deelnemende partijen
Onderstaande lijst is niet volledig. Indien een partij niet in elke deelstaat een lijst heeft ingediend, is dit aangegeven.
| Afbeelding | Afbeelding | Partij | Ideologie                                                                          | Lijsttrekker          |
| ---------- | ---------- | --- | ---------------------------------------------------------------------------------- | --------------------- |
|            |            | Liste Sebastian Kurz – Die neue Volkspartei (ÖVP) | Centrumrechts christendemocratie, liberaal conservatisme                           | Sebastian Kurz        |
|            |            | Sozialdemokratische Partei Österreichs (SPÖ) | Centrumlinks sociaaldemocratie, progressivisme                                     | Pamela Rendi-Wagner   |
|            |            | Freiheitliche Partei Österreichs (FPÖ) | Rechts rechts populisme, nationaal liberalisme, conservatisme                      | Norbert Hofer         |
|            |            | Die Grünen - Die Grüne Alternative (GRÜNE) | Centrumlinks groene politiek, progressivisme                                       | Werner Kogler         |
|            |            | NEOS - Das Neue Österreich gemeinsam mit Irmgard Griss, Bürgerinnen und Bürger für Freiheit und Verantwortung (NEOS)                                     | Centrum liberalisme, centrisme, Europeanisme                                       | Beate Meinl-Reisinger |
|            |            | Kommunistische Partei Österreichs (KPÖ) | Extreemlinks communisme                                                            | Mirko Messner         |
|            |            | JETZT - Liste Pilz (JETZT) | Centrumlinks groene politiek, sociaal liberalisme, sociaaldemocratie, Europeanisme | Peter Pilz            |
|            |            | Wandel – Aufbruch in ein gemeinwohlorientiertes Morgen mit guter Arbeit, leistbarem Wohnen und radikaler Klimapolitik. Es gibt viel zu gewinnen. (WANDL) | Extreemlinks Links, progressivisme                                                 | Fayad Mulla           |
|            |            | Jede Stimme GILT – Bürgerparlamente & Expertenregierung (GILT) (alleen in Tirol en Vorarlberg)                                                           | populisme, anti-establishment                                                      |                       |
|            |            | Bierpartei Österreich (BPÖ) (alleen in Wenen) | Sociaalliberalisme liberalisme, centrisme, Europeanisme                            | Dominik Wlazny        |
|            |            | BZÖ Kärnten - Allianz der Patrioten (BZÖ) (alleen in Karinthië)                                                                                          | Rechts rechts populisme, nationaal liberalisme, conservatisme                      |                       |
|            |            | Christliche Partei Österreichs (CPÖ) (alleen in Burgenland)                                                                                              | Rechts Euroscepsis, Christenfundamentalisme, conservatisme                         |                       |
|            |            | Sozialistische LinksPartei (SLP) (alleen in Opper-Oostenrijk)                                                                                            | Extreemlinks communisme                                                            |                       |

## Uitslag

### Nationale Raad
| Partijen                                     | Partijen                                     | Stemmen   | Percentage | Zetels | Verschil |
| -------------------------------------------- | -------------------------------------------- | --------- | ---------- | ------ | -------- |
|                                              | Österreichische Volkspartei (ÖVP)            | 1.789.417 | 37,4%      | 71     | 9        |
|                                              | Sozialdemokratische Partei Österreichs (SPÖ) | 1.011.868 | 21,1%      | 40     | 12       |
|                                              | Freiheitliche Partei Österreichs (FPÖ)       | 772.666   | 16,1%      | 31     | 20       |
|                                              | Die Grünen - Die Grüne Alternative (GRÜNE)   | 664.055   | 13,9%      | 26     | 26       |
|                                              | Das Neue Österreich (NEOS)                   | 387.124   | 8,1%       | 15     | 5        |
|                                              | Liste Peter Pilz (PILZ)                      | 89.169    | 1,8%       | 0      | 8        |
|                                              | Kommunistische Partei Österreichs (KPÖ)      | 32.736    | 0,6%       | 0      | 0        |
| Ongeldige stemmen/blanco stemmen             | Ongeldige stemmen/blanco stemmen             | 58.223    | —          | —      | —        |
| (Opkomst 75,6%)                              | (Opkomst 75,6%)                              | 4.777.246 | 100%       | 183    |          |
| Bron: Bondsministerie van Binnenlandse Zaken |                                              |           |            |        |          |